# Лисец (област Ловеч)
 Тази статия е за селото в Област Ловеч.  За други значения вижте Лисец.  
Лѝсец е село в Северна България. То се намира в община Ловеч, област Ловеч.

## География
Село Лисец е разположено в северните склонове на Стара планина и е на границата на Предбалкана и хълмистата Дунавска равнина. Намира се на 8 km северозападно от гр. Ловеч и на 25 km южно от гр. Плевен. Землището на селото възлиза на 38 хил. дка и граничи с тези на гр. Ловеч, с. Катунец, с. Скобелево, с. Радювене, с. Николаево, с. Баховица. Може да се раздели условно на две части – равно плодородно поле на изток и хълмиста, силно нагъната част на запад, където природата е събрала заедно широколистни гори, тучни ливади и пасища, обработваеми земи и началото на реките Чернялка и Мирьова река. Последните се вливат съответно в р. Вит при с. Търнене и р. Каменица (десен приток на Вит) при с. Бежаново. Населението на селото по своя етнически състав е над 90% българско, като останалите етноси са традиционни за страната – цигани и българо-мохамедани. Броят му през годините, когато е извършвано преброяване, се е движил така:
- 1881 г. – 917 ж.
- 1893 г. – 1352 ж.
- 1900 г. – 1587 ж.
- 1905 г. – 1773 ж.
- 1910 г. – 1813 ж.
- 1920 г. – 1928 ж.
- 1926 г. – 2155 ж.
- 1934 г. – 2259 ж.
- 1946 г. – 2201 ж.
- 1956 г. – 1917 ж.
- 1965 г. – 1719 ж.
- 2011 г. – 804 ж.

Последвалите урбанизационни процеси в страната и така нареченото „жителство“ не дават точна представа за броя на населението при преброяванията след 1965 г.

## Обществени институции
- Църква
- Читалище „Светлина“
- Библиотека /намира се в сградата на читалището/
- Целодневна детска градина
- Здравна служба
- Поща /самостоятелна триетажна сграда/
- Стадион
- Футболен отбор
- Ловно-рибарско дружество
- Пенсионерски клуб
- Паметник на загиналите във войните
- Паметник на опълченеца Петко Стойчев Топалски

## Културни и природни забележителности
В селото има пет магазина, ресторант, две кафенета-аперитив. Автобусните спирки са две. В село Лисец могат да се видят много разнообразни автентични танци, които не се срещат навсякъде, като „Маджарица“, „Чуш-Мерджан“, „Кривици“, „Коцина“ и „Ганкино“ които бяха номинирани и в националната система „Живи човешки съкровища“.

## Редовни събития
- 2 август – Празник на селото
- Обредна чорба на местостта Врани кладенец Тази обредна чорба е обичай, който се изпълнява вече 87 години в местността „Врани кладенец“, откъдето и името на ястието. В резултат на драматичните събития през 1926 г. селището е щяло да бъде опожарено, а жителите му – изселени. Причината е злонамерен донос, според който там се укрива част от бандата на страшния Дочо Узунов, останала в историята с много кървави обири в Ловешко и страната. На 2 август същата година подполк. Цоко Стоянов Коев, командир на Ловешкия гарнизон, спасява селото с думите: „Лесно е да се разруши едно село, но е трудно да се направи“. Днес тази достоверна история от не чак толкова далечното минало се знае от малко хора. За благодарност към съдбата, лисечани пренасят курбан за своето спасение. В памет на тези събития общоселски инициативен комитет през 1996 г. решава 2 август да бъде обявен като Ден на Лисец. За самия курбан селото се разделя на 7 района, всеки от които е с отделни готвачи, все местни. Приготовленията за чорбата са дълги, а самата тя се готви в продължение на 4 – 5 часа.
- джамалуване
- коледуване
- лазаруване

## Личности
- Ванко Рибенски-кмет на селото, който през 1878 г.с цената на живота си го спасява от сигурно унищожение.
- Петко Стойчев Топалски /1860 – 1946/-Опълченец, участник в Руско-турската освободителна война 1878 – 1879 г.
- Коно Кънчев Делимарински-партизанин
- Генко Дерибеев-бивш кмет на гр. Ловеч.
- Иван Вълчев Мишев-бивш кмет на гр. Ловеч.
- Кръстю Цанов Кокалов-летец-изтребител.
- Марийка Личевска-народен представител в НС.
- Васил Панчев Мандев-народен представител в XXXVIII НС.
- Стойчо Панчев-академик, почетен гражданин на Ловеч, с основен принос в разработката на „Теория на хаоса“
- Кънчо Стоянов - Професор, историк (археолог)
- Петко Боев Рачев-Ст.н.с.I степен в ИМХ към БАН
- Борислав Цветков Белев - Професор, преподавател в УАСГ София
- Васил Атанасов, доцент, доктор на г.м.н, преподавател в Минно-геоложкия университет-София, уредник на музей „Земята и хората“ в гр. Ловеч.
- Гено Николов Хаджикосев-доцент, преподавател и завеждащ катедра в Технически университет-София
- инж. Васил Петков Кочевски-Доцент, д.т.н. ректор на Технически колеж-Ловеч.
- Милка Панчева Петкова-Милчева-съдия във Върховния административен съд.
- Петко Маринов Върбановски-зам.ген.директор на

НИПКИДА /Научноизследователски и проекто-конструкторски
институт по двигатели и автомобили/-София
- Цандю Шишенков-директор на бившето „Стоян Едрев“-/сега „Ноя“/-предприятие за детски трикотаж.
- Стойчо Иванов Стойчев-кмет на с. Лисец и секретар на

Окръжен народен съвет-Ловеч.
- Иван Стефанов – директор на БКС-Ловеч.
- Цоко Боев Петков-директор на Горивни и строителни материали-Ловеч /Топливо/
- Милчо Петков Сакарски-директор на ОПСО-Ловеч.
- Тончо Цанов Тончев-директор на БКС-Русе.
- Цандю Вълчев Тотев-директор на предприятие за угояване на животни /ПУЖ/
- Петко Генов Прасков-дългогодишен председател на обединено ТКЗС /сЛисец, с. Баховица и с. Славяни/, впоследствия зам.председател на ОКС-Ловеч. Председател на Туристическо дружество с. Лисец.
- Христо Конов – дългогодишен председател на читалище „Светлина“, режисьор, диригент, спортен деятел-общественик, от какъвто тип хора се нуждае всяко село.
- Васил Драганов-поет, писател и драматург.
- Стоян Стойчев (1926) – български сатиричен актьор.
- Иван Иванов Йотов /Марков/-български разузнавач.
- Иван Иванов Миковски /Иван Горилата/-геолог, участник в множество експедиции за проучване нефтените залежи в северната част на Южна Америка. Преподавател в университета в гр. Каракас, Венецуела.
- Цветомира Тихомирова Бочева /1981/-преподавател в Хавайския университет-гр. Хонолулу, САЩ